# Мирович, Иван Иванович
Иван Иванович Мирович (укр. Іван Іванович Мирович; дата рождения неизвестна — 2 декабря 1706, Гётеборг, Швеция) — полковник Переяславского полка Войска Запорожского в 1692—1706 годах. Представитель казацкой старшины Гетманщины.

## Биография
В 1693 году участвовал в походе против буджакских татар, союзников Османской империи и Крымского ханства.
27 октября 1693 года казацкие войска под предводительством правобережных полковников Семёна Палия, Андрея Абазина, полковника переяславского Мировича и конноохотного Пашковского разбили на реке Кодыме ногайских татар, шедших на Киев.
Во главе Переяславского полка Мирович принимал участие в Северной войне со Швецией 1700—1721 годах. В 1704 году по повелению Петра I с 10-тысячным отрядом присоединился к войску польского короля Августа Сильного, под начальством Иоганна Рейнгольда Паткуля, но вследствие плохого обращения последнего удалился в Малороссию.
На собственные средства построил Свято-Покровскую церковь в Переяславе. В 1704—1706 годах Иван Мирович и Даниил Апостол возглавляли 17-тысячный украинский корпус, который вместе с саксонскими войсками вел военные действия против шведской армии в Польше и Белой Руси. Казаки под командованием Мировича участвовали во взятии Варшавы.
В мае 1706 года в бою у Клецка со шведскими войсками за г. Ляховичи (ныне Брестской области Белоруссии), был окружён и принуждён голодом сдаться в плен. Отправлен в шведский Гётеборг, где вскоре умер в тюрьме.